# IBMハーズレイ

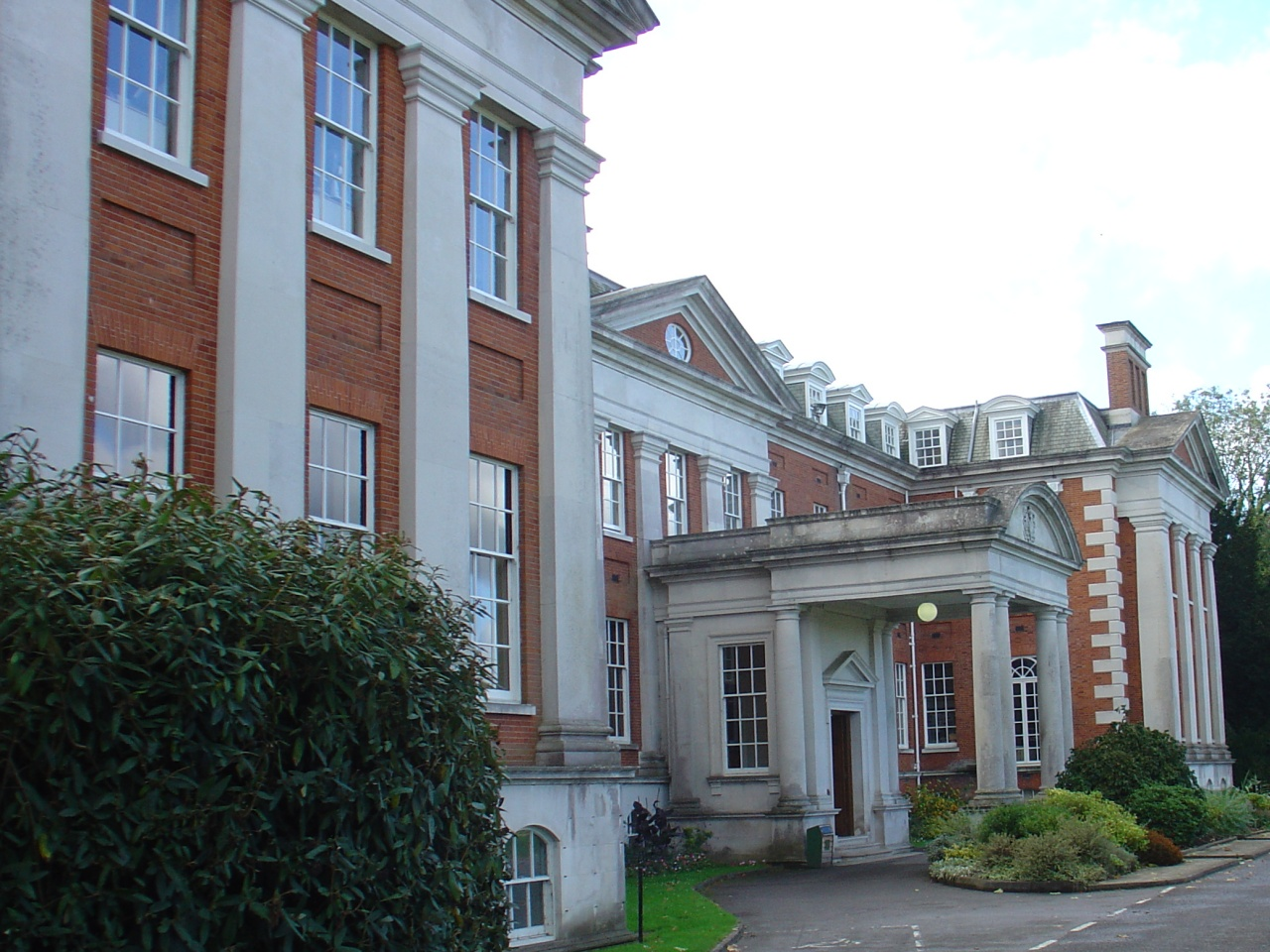
歴史あるハーズレイ・ハウス

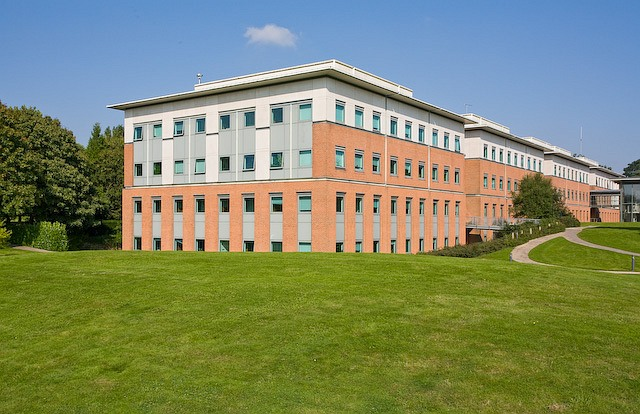
IBMが追加したブロックAビル

IBMハーズレイ（アイビーエムハーズレイ、英語: IBM Hursley）はイギリス南部・ハンプシャーのハーズレイ村（Hursley）にあるIBMの開発研究所や他の目的の施設である。

## 概要
IBMハーズレイ開発研究所は18世紀前半に建てられたハーズレイ・ハウス（Hursley House、イングランド2級指定建造物）を使って1958年に始まり、その後1963年には周りの100エーカー（405,000平方メートル）を買い増していくつかのビルも追加されて全体を「Hursley Park」と呼ぶようになった。
IBMの重要な製品と技術に、国内および世界へ貢献してきた。世界的な製品には、IBMメインフレーム・コンピューター接続の端末機、ソフトウェアなどがある。良く知られている世界向けのものには、1979年に発表したIBM 3270表示装置シリーズのIBM 3279カラー表示装置、そのサポートスフトウェアGraphical Data Display Manager（GDDM）、1974年以降米国の開発研究所から移動してその後も開発・メンテナンスが続いているソフトウェアのCICS、1983年の低価格グラフィックス・モニターIBM 3279-G、1992年のWebSphere MQなどがある。
構内には1,500人が働いているといわれる。IBM Client Center（客先向けデモ・センター）もある。 歴史的なハーズレイ・ハウスはExecutive Briefing Centerになっていて、地下にはHursley Parkの歴史、英国IBM、IBM全体を紹介するIBM Hursley Museum（博物館）がある。

## 交通
ロンドンのウォータールー駅からウィンチェスター行きの乗って降りて、タクシーで15分位である。

## 参照項目
- CICS